# Грин, Беверли
Беверли Лоррейн Грин (англ. Beverly Lorraine Greene, 4 октября 1915, Чикаго, Иллинойс — 22 августа 1957, Нью-Йорк, Нью-Йорк) — американский архитектор. По словам архитектурного редактора Дрека Сперлока Уилсона, она «считалась первой афроамериканкой, получившей лицензию архитектора в Соединённых Штатах». Она была зарегистрирована как архитектор в Иллинойсе в 1942 году.

## Биография
Беверли Лоррейн Грин родилась 4 октября 1915 года в семье поверенного Джеймса А. Грина и его жены Веры из Чикаго, штат Иллинойс. Семья была афроамериканского происхождения. У Беверли не было ни братьев, ни сестёр. Она училась в расово интегрированном Университете Иллинойса в Урбане-Шампейне (UIUC), получив степень бакалавра архитектурной инженерии в 1936 году, став первой афроамериканкой, получившей эту степень в университете. Год спустя она получила степень магистра в области городского планирования и жилищного строительства. Она также участвовала в драматическом клубе Cenacle и была членом Американского общества инженеров-строителей. В следующем году она получила степень магистра в UIUC в области городского планирования и жилищного строительства.
После окончания учёбы она вернулась в Чикаго и в 1938 году была нанята Жилищным управлением. Она стала первой лицензированной афроамериканской женщиной-архитектором в Соединённых Штатах Америки, когда она зарегистрировалась в штате Иллинойс 28 декабря 1942 года. Грин также работала в первом архитектурном бюро во главе с афроамериканцем в центре Чикаго. Несмотря на свои полномочия, ей было трудно преодолеть расовые барьеры, чтобы найти работу в городе. Она и другие чернокожие архитекторы обычно игнорировались основной чикагской прессой.
Газетный отчёт 1945 года о проекте развития Metropolitan Life Insurance Company в Стайвесант-Тауне побудил Грин переехать в Нью-Йорк. Она подала заявку, чтобы помочь спроектировать его, несмотря на планы застройщика по расовой сегрегации жилья; и, к её большому удивлению, она была принята на работу. Всего через несколько дней она ушла из проекта, чтобы получить стипендию для получения степени магистра в Колумбийском университете. В 1945 году она получила диплом архитектора и устроилась на работу в фирму Айседор Роузфилд. Фирма Роузфилд в первую очередь проектировала медицинские учреждения. Хотя она оставалась на службе у Роузфилд до 1955 года, Грин работала с Эдвардом Дуреллом Стоуном как минимум над двумя проектами в начале 1950-х годов. В 1951 году она участвовала в проекте по строительству театра в Университете Арканзаса, а в 1952 году помогала планировать комплекс искусств в колледже Сары Лоуренс. После 1955 года она работала с Марселем Брёйером, помогая в проектировании штаб-квартиры ЮНЕСКО Организации Объединённых Наций в Париже и некоторых зданий кампуса University Heights Нью-Йоркского университета, хотя оба эти проекта были завершены после смерти Грин.
Она умерла 22 августа 1957 года в Нью-Йорке. Её поминальная служба прошла в похоронном бюро Unity на Манхэттене, одном из зданий, которые она спроектировала.